# Washingtons tunnelbana
Washington Metro (formellt: Metrorail) är namnet på tunnelbanesystemet i USA:s huvudstad Washington och det omkringliggande storstadsområdet, vars första del invigdes den 27 mars 1976 och som sträcker sig förutom i Columbiadistriktet också in i de angränsande delstaterna Maryland och Virginia. 
Tunnelbanan ägs och drivs av Washington Metropolitan Area Transit Authority (WMATA), som tillkommit genom en interstate compact och vars verksamhet finansieras av biljettintäkter, reklamförsäljning samt med skattemedel från den federala statsmakten, Maryland och Virginia.

## Bakgrund
Tunnelbanan kom till som svar på växande trafikproblem i huvudstadsregionen (Washington Metropolitan Area) där växande befolkning och ökande trafik skapade stora trafikstockningar i innerstaden trots dess breda boulevarder. En interstate compact ingicks i detta syfte under 1967. Stadens belägenhet i ett låglänt träskområde vid Potomacfloden innebar att stora förtätningsarbeten fick göras. 
Tunnelbanesystemet i Washington är bland de största i USA och utbyggnaden pågår ännu, vilket gjort det till ett av de största i världen. Stationerna kännetecknas av ljusa väggar, rymd och renhet samt väldigt lite kommersiella utrymmen. Detta var de uttalade intentionerna när tunnelbanesystemet byggdes för att man skulle undvika de mörka, låga stationsrymder som utmärker New Yorks tunnelbana. 
Stadens centrala järnvägsstation Union Station har varit ansluten med tunnelbanestation sedan 1976. Arlington National Cemetery (med stationsnamnet Arlington Cemetery)  och USA:s försvarsdepartements huvudbyggnad Pentagon (i Arlington, Virginia) är även anslutna till tunnelbanan med egna stationer som öppnade 1977. 
Spårvidden är 1 435 millimeter (normalspår) och elektrisk tillförsel sker genom en tredje skena.

## Linjenät
Det finns 6 linjer, sammanlagt 97 stationer och linjelängden uppgår till 208 kilometer. Under senaste decenniet har Silver Line, med direktanslutning till Dulles International Airport, byggts ut och färdigställdes i november 2022. 
| Symbol | Benämning   | Sträcka                                                                 | Invigd | Längd    | Stationer |
|        | Red Line    | Shady Grove–Glenmont                                                    | 1976   | 51,3 km  | 27        |
|        | Blue Line   | Franconia–Springfield–Largo Town Center                                 | 1977   | 48,8 km  | 27        |
|        | Orange Line | Vienna/Fairfax–GMU–New Carrollton                                       | 1978   | 42,5 km  | 26        |
|        | Yellow Line | Huntington–Fort Totten/Mount Vernon Square/7th Street–Convention Center | 1983   | 24,25 km | 17        |
|        | Green Line  | Branch Avenue–Greenbelt                                                 | 1991   | 37,08 km | 21        |
|        | Silver Line | Ashburn–Largo Town Center                                               | 2022   | 66,6 km  | 34        |

## Bildgalleri

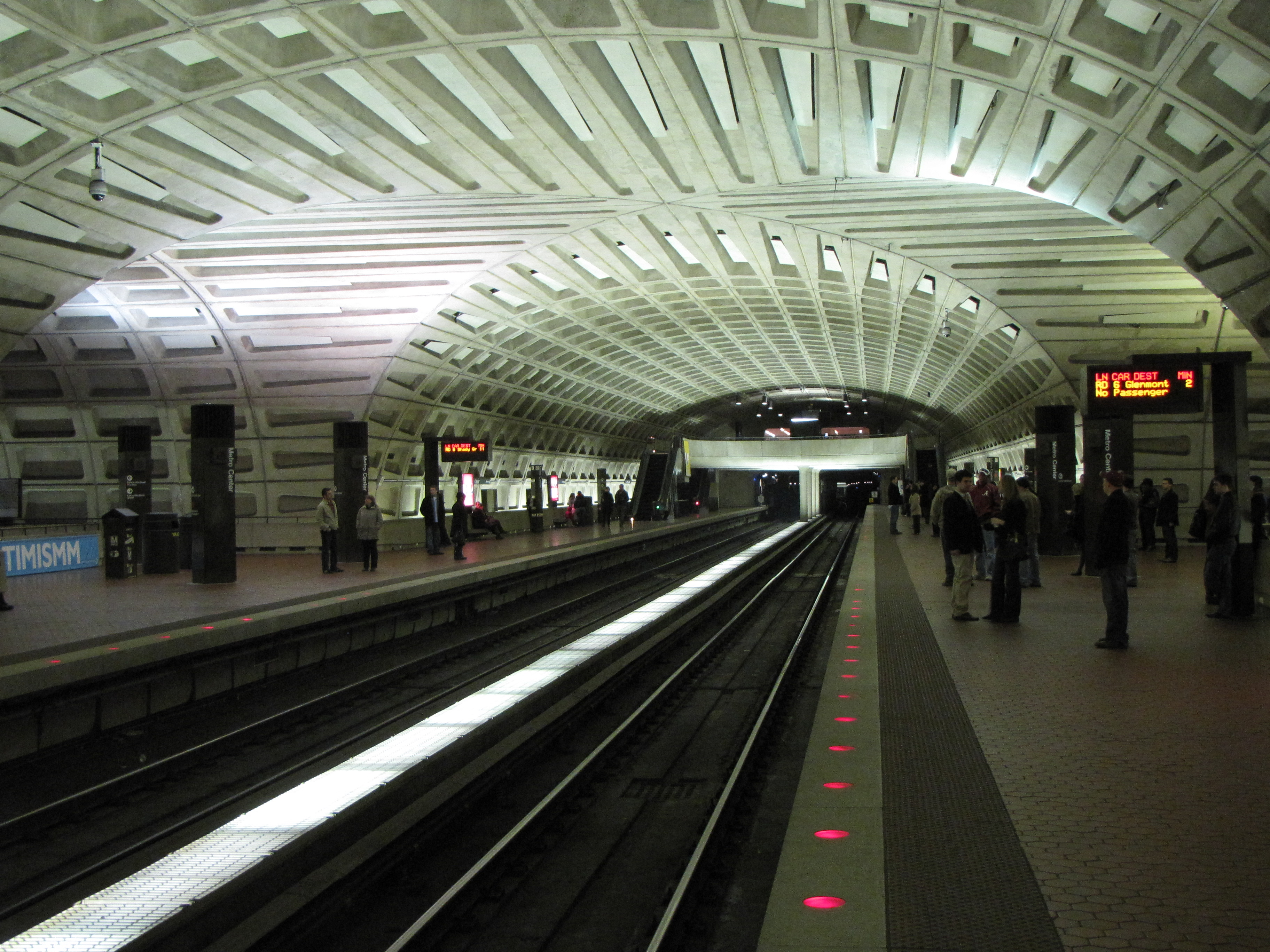
Stationen Metro Center med det för Washingtons tunnelbana typiska stationsutseendet.
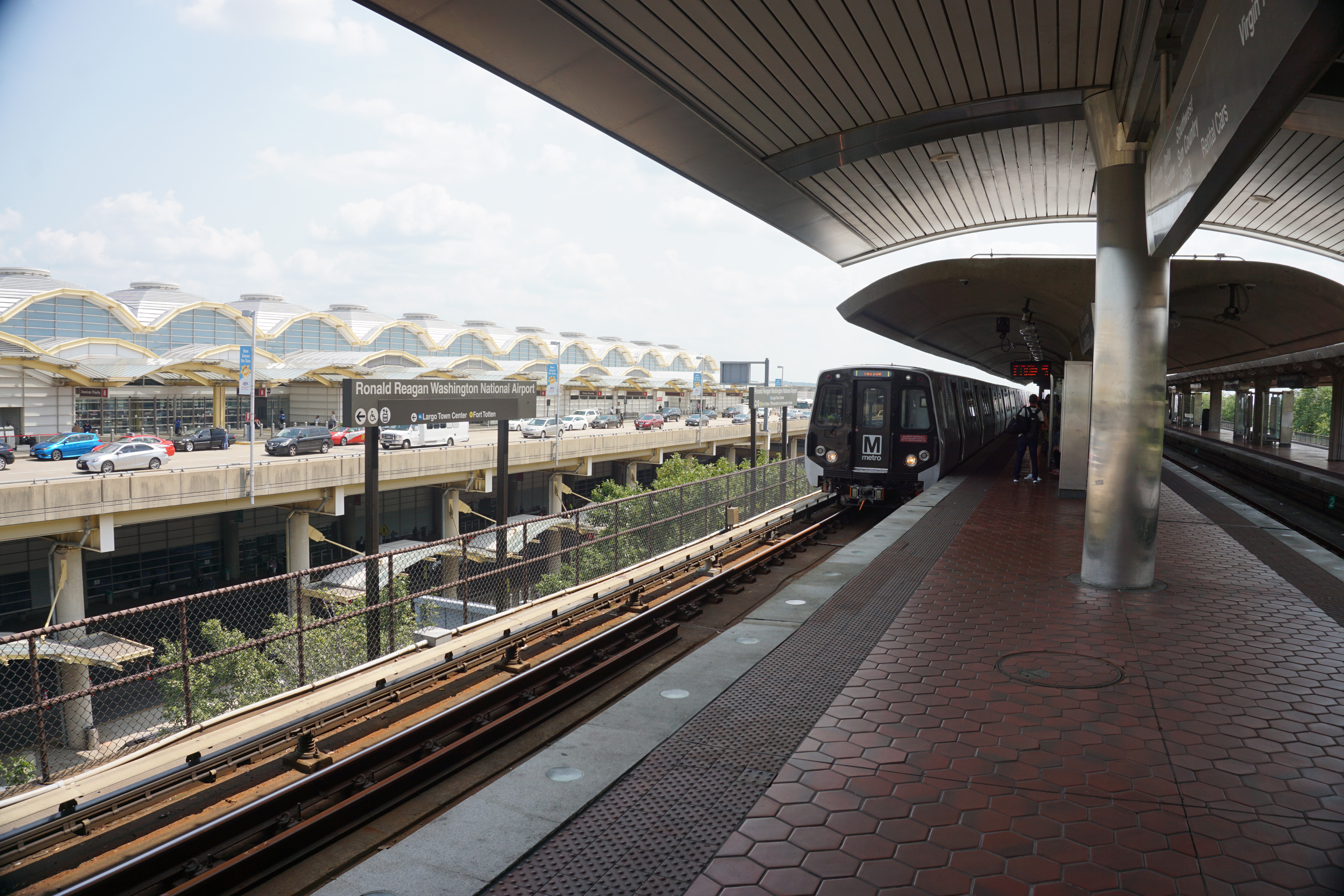
Stationen ovan jord med anslutning till Ronald Reagan Washington National Airport (inrikesflyg och flyg till Kanada).
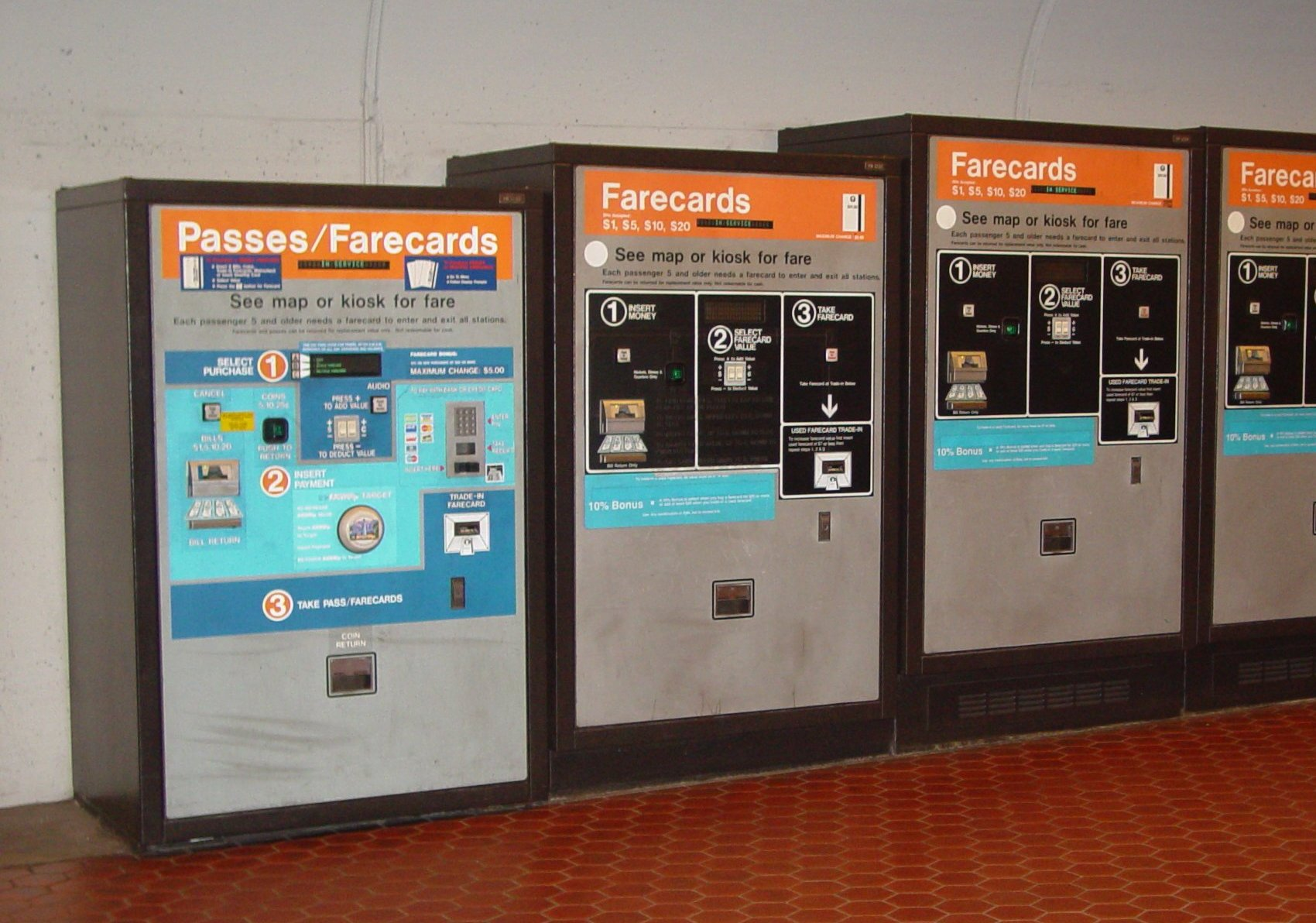
Biljettautomater.
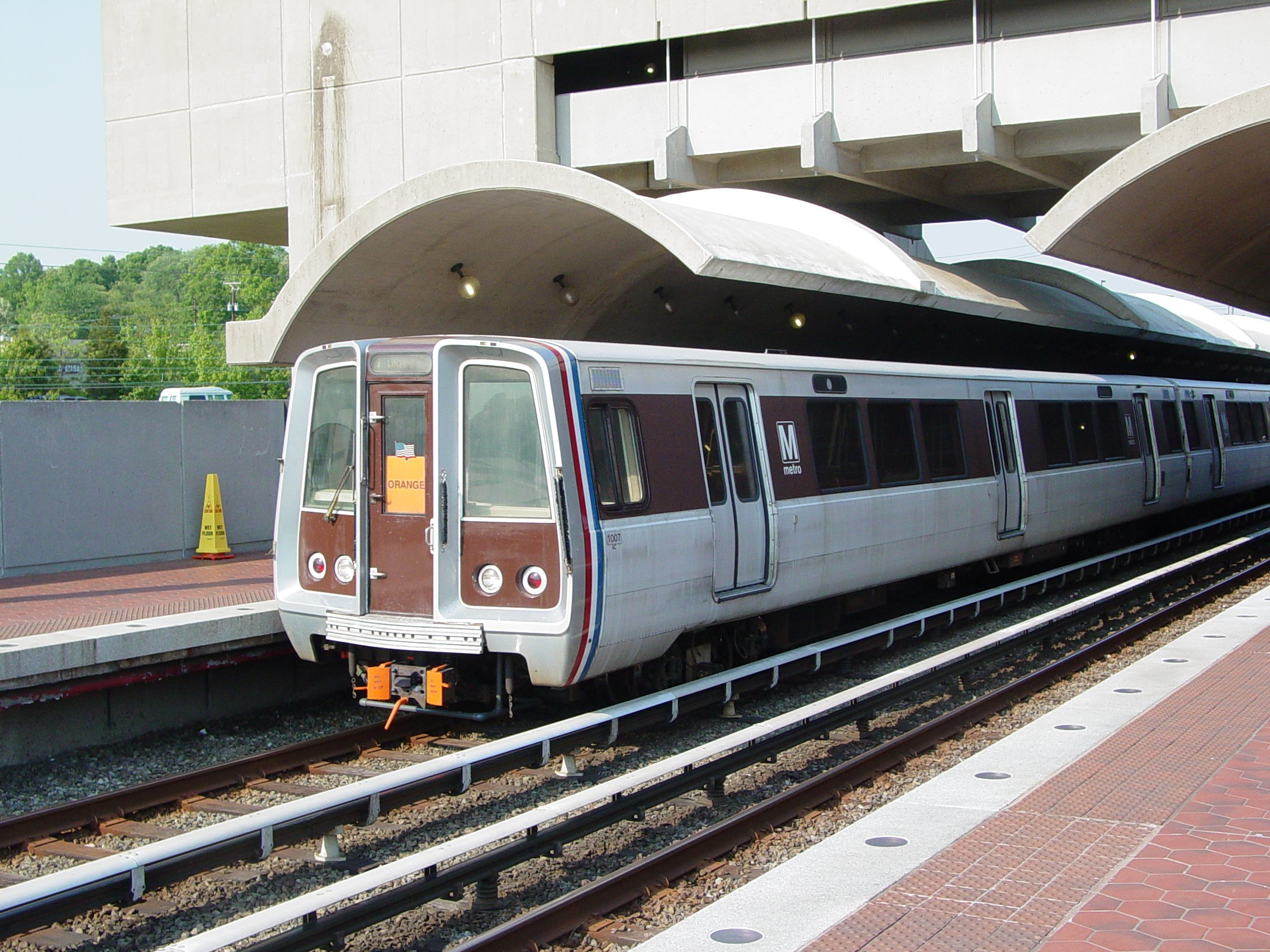
Tunnelbanetåg i 1000-serien.
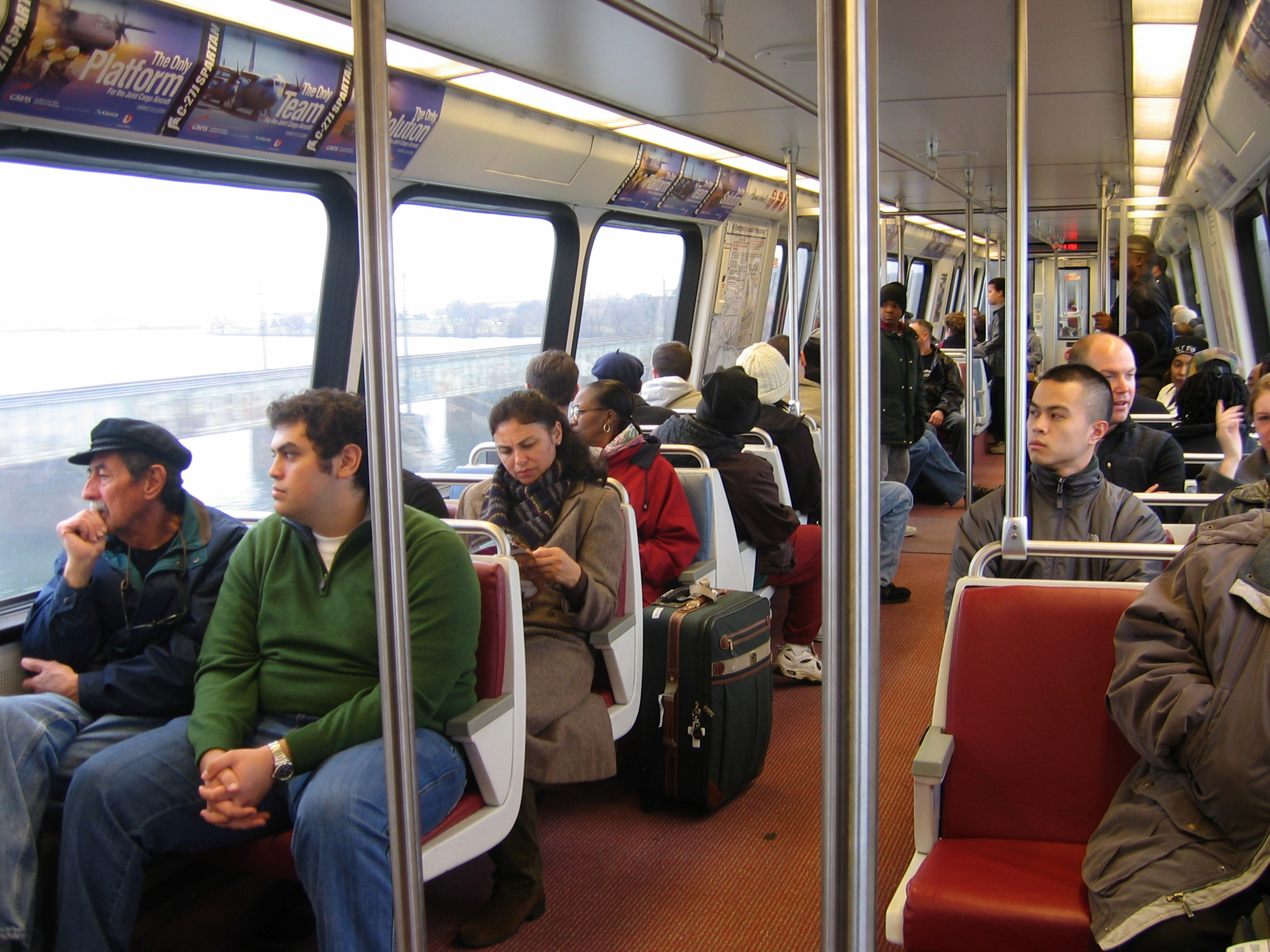
Tågens interiör.
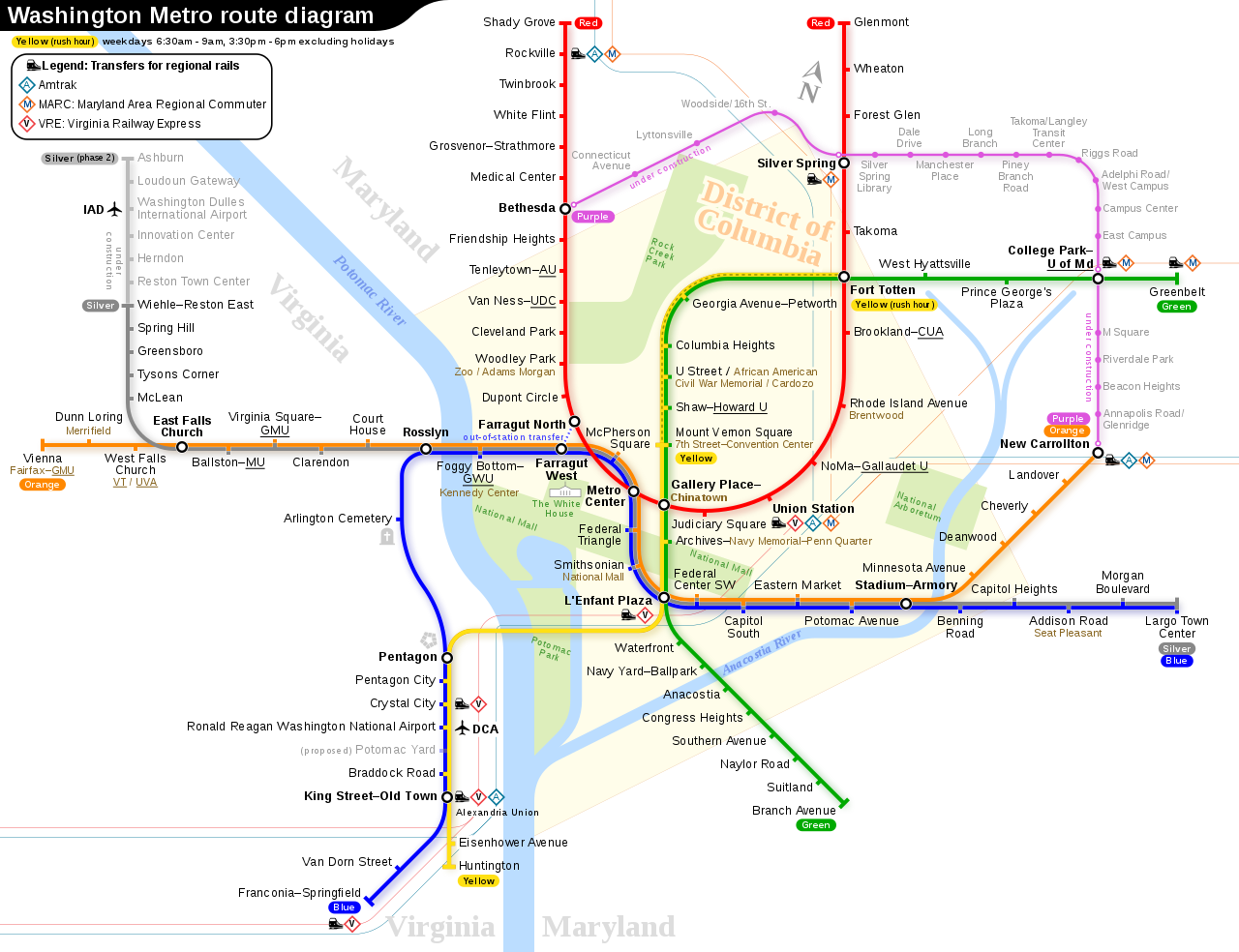
Linjenätskarta.